# Anne-Marie Ørbeck
Anne-Marie Ørbeck, née le 1er avril 1911 à Oslo et morte le 5 juin 1996 à Bergen, est une pianiste et compositrice norvégienne.

## Biographie
Anne-Marie Ørbeck est née à Oslo en 1911 d'Anton Ørbeck (1866-1927) et d'Inga Louise Larsen (1874-1948). Son frère Gunnar Ørbeck était violoniste. Elle a étudié le piano à Oslo et à Berlin avec Sandra Drouker. Elle a ensuite continué ses études de musique et de composition avec entre autres Gustav Fredrik Lange (en), Mark Lothar, Paul Höffer et Darius Milhaud. Elle fait ses débuts comme pianiste à Oslo en 1933, avec l'Orchestre philharmonique d'Oslo.
En 1939 Ørbeck se marie avec l'ingénieur Helge Smitt (1906-1985). Sa carrière en tant que musicienne et compositrice est interrompue par la seconde Guerre mondiale, mais son cycle de mélodies "Vonir je blømetid" (Espoir à Fleur-Temps) remport un prix en 1942 de la Société des Compositeurs norvégiens. Dans les années 1950, elle étudie de nouveau la composition avec Nadia Boulanger à Paris puis avec Hanns Jelinek dans la Vienne. Sa Symphonie en ré Majeur a été créée à Bergen en 1954, faisant d'elle la première femme compositrice norvégienne de symphonie. Elle meurt à Bergen en 1996.

## Œuvres

### Œuvres pour orchestre
- Concertino pour Piano et Orchestre, 1938
- Melody, Miniature Suite, 1940
- Symphonie en ré majeur, 1944[4]
- Rune March, 1946
- Pastorale et Allegro pour flûte et cordes, 1959

### Piano et musique de chambre
- Concert Event of R. Strauss' Der Rosenkavalier from Rollers pour piano, 1935
- Cadenzas for piano concertos by Haydn and Mozart, 1967
- Sonatina, 1967
- Valse piccante, 1971
- Marcia indomabile, 1973
- Violin and Piano: Norwegian springar, 1928
- Melody, 1931

### Chants
- Vonir in blømetid, 7 chants sur des poèmes de HH Holmes, 1942
- So they rowed fjordan(texte : A. Vaa), 1954
- Wild-Guri (texte : T. Jonsson), 1955
- The rock, 1955
- A hustavle (texte : A. Overland), 1957
- Snow (texte : A. Overland), 1959
- Star Song (texte : I. Krokann), 1964
- Choir: A pine (texte : HH Holmes), 1946
- Ovspel (texte : HH Holmes), 1952
- Our country (texte : A. Overland), 1954
- Summer Night (texte : A. Overland), 1956
- Psalm about the art (texte : L. Kvalstad), 1964[2]

## Discographie
- The Norwegipan Flute, BIS
- Kittelsen, G.: Festduett/Hegdal, M.: Aleatoric Construction for Piano/VEA, K.: Trio for Flute, Alto Saxophone and Piano (BIT 20 Ensemble), Aurora
- Orbeck, A: Symphony/Songs (Hirsti, Royal Philharmonic, Dreier), Aurora[5]